# Punishment (노래)
《Punishment》는 2009년 3월 16일에 GMC 레코드(GMC Records)에서 발매된 나인씬(Ninesin)의 디지털 싱글이다.

## 개요 및 평가
이 싱글은 1집 《The Death, We Will Face》발매 이전에 3곡을 선정해서 디지털 싱글 형태로 소리바다 등 온라인을 통해 음원을 공개했다.

## 수록곡
1. "Punishment" - 3:56
2. "Voice of Violence" - 3:05
3. "Reach The Storm" - 3:31[1]